# Alrunen
Plejedatteren er bind 16 i serien Sagaen om Isfolket af den norske forfatter Margit Sandemo. Bogserien blev udgivet fra 1982 til 1989. Bogserien er en familie saga, der følger slægten Isfolket gennem århundreder.

## Handlingen
Ingrid er datter af Alv Lind og Berit, desuden er hun en af de ramte. Ingrid er meget intelligent og lidt vild af natur, hun sammenlignes lidt med sin afdøde slægtning, den viltre Sol. Da den unge Dan Lind kommer på besøg på Gråstensholm, fortæller han at han har planer om at tage til Isfolkets skjulte dal for at lede efter den onde Tengels grav. Straks fatter de to ramte slægtninge Ulvhedin og Ingrid stor interesse for at tage med, de er begge meget interesserede i at finde Alrunen, en trolddomsrod med skjulte kræfter, som gik tabt da Kolgrim blev begravet i dalen. I familien er der dog modstand mod at Ingrid og Ulvhedin skal tage med Dan på rejsen, Ingrid trodser dog forbuddet og tager Isfolkets hemmelige skat med sig, som hun har fundet med hjælp fra sin overnaturlige kontakt til sin afdøde slægtning Sol. Ulvhedin følger efter Ingrid og de følges alle tre nordpå. Dan har problemer med at holde styr på de to ramte, som begge brænder efter at eksperimentere med Isfolkets hemmelige skat og få fat på den attraktive Alrune.

## Hovedpersoner
- Ingrid af Isfolket
- Ulvhedin af Isfolket
- Dan Lind af Isfolket

### Fødsler/dødsfald
- Født: Daniel Ingridsson Lind af Isfolket
- Død: †

## Andre udgaver

### Lydbog Mp3
- Isfolket 16 - Alrunen
- Indlæst af: Anne Lynggård
- ISBN 9788776772680

### Lydbog CD
- Isfolket 16 - Alrunen
- Indlæst af: Anne Lynggård
- ISBN 9788776772673